# Río Barcés
El río Barcés es un río del noroeste de la península ibérica que discurre por la provincia de La Coruña, en Galicia, España.

## Curso
El curso superior, todavía llamado rego de Barcés, es un afluente del lago Meirama. Desde allí traza un recorrido en dirección norte hasta su encuentro con el río Mero en Orto, Abegondo, a una altitud de 40 metros sobre el nivel del mar, donde ambos forman el embalse de Abegondo-Cecebre, espacio declarado Zona Especial de Conservación (ZEC).
El Barcés es el principal colector secundario de la cuenca del río Mero, y recoge las aguas de la vertiente sur de la sierra de Xalo y las tierras de Cerceda.

## Flora y fauna
El río Barcés nace en un bosque de ribera (vegetación propia de las riberas de ríos y arroyos) de sauces y alisos. Hacia el fondo del río se produce un aumento de la vegetación, formándose un bosque de ribera que crece en un espacio estrecho y alargado que se extiende paralelo al curso del agua. En ese último tramo destaca la presencia del chopo negro.
Este bosque de ribera es hoy un enorme ecosistema de poco más de mil hectáreas con aproximadamente 800.000 árboles (en los últimos años se han plantado medio millón): bosques de encinas, castaños, alisos, sauce... que se reproducen en sus extremos. Actualmente están catalogadas 862 especies de animales y plantas, según el estudio de la Estación de Hidrobiología Encoro do Con, de la Universidad de Santiago de Compostela. En una excursión de poco más de una hora es posible cruzarse (más bien se cruzan de frente) con una manada de jabalíes, varias rapaces, liebres... También hay lobos, zorros, conejos, truchas grandes, aves migratorias y gaviotas.